# Joseph McLoughlin
Joseph James McLoughlin (ur. 21 sierpnia 1878, zm. w grudniu 1962) – amerykański wioślarz, srebrny medalista olimpijski.
Wystąpił na igrzyskach olimpijskich w Saint Louis w 1904 roku, gdzie razem z Johnem Hobenem wywalczył srebrny medal w dwójce podwójnej. Wyprzedzili ich jedynie John Mulcahy i William Varley. Był to jego jedyny start olimpijski.